# Südwiener Hütte
Die Südwiener Hütte ist eine Schutzhütte des Österreichischen Gebirgsvereins des ÖAV auf 1802 m ü. A. Höhe. Die Hütte in den Radstädter Tauern diente bis zu ihrer Schließung 2024 als wichtiger Stützpunkt am Zentralalpenweg, einem österreichischen Weitwanderweg. Sie ist nach der Ortsgruppe Südwien (heute: Südwien-Mürzer-Oberland) benannt, von der die Hütte im Jahr 1927–1928 errichtet worden war.
Mit 7. April 2024 sollte der Stützpunkt geschlossen und in weiterer Folge abgerissen und bis 2026 renaturiert werden. Nach einer Intervention des Flachauer Bürgermeisters öffnete die Hütte am 10. Juni für eine weitere Sommersaison bis 30. September 2024. Die Verhandlungen um die Finanzierung eines möglichen Neubaus, die Errichtung einer Kläranlage und die Höhe des Baurechtszinses dauerten 2024 an, trotz intensiver Bemühungen der Alpenvereinssektionen konnte keine Lösung für einen Weiterbetrieb gefunden werden. Somit schloss die Hütte mit Saisonende Ende September 2024 und soll 2026 abgerissen werden.

## Aufstiege
- von der Gnadenbrücke (1266 m) aus, in 1 1/2 Stunden
- von der Gnadenalm (1336 m) aus, in 1 1/2 Stunden
- von Obertauern (1664 m) aus über den Hirschwandsteig, in 2 Stunden
- von Flachau (927 m) aus, in 3 Stunden

## Benachbarte Hütten
Die Nachbarhütten der Südwiener Hütte sind:
- die Franz-Fischer-Hütte (2030 m), in 5 1/2 Stunden
- das DAV-Haus Obertauern (1735 m), in 2 Stunden

## Gipfeltouren
- Spirzinger, Höhe 2066 m, in 1 Stunde
- Spazeck, Höhe 2065 m, in 1 Stunde
- Kleiner Pleißlingkeil, Höhe 2418 m, in 2 1/4 Stunden
- Großer Pleißlingkeil, Höhe 2501 m, in 2 1/2 Stunden
- Hintere Großwand, Höhe 2436 m, in 3 Stunden
- Glöcknerin, Höhe 2432 m, in 3 1/2 Stunden
- Hengst, Höhe 2074 m, in 1 Stunde
- Steinfeldspitze, Höhe 2344 m, in 2 Stunden

## Sonstige Tourmöglichkeiten
- Zentralalpenweg
- Tauernhöhenweg